# سورین شوان
سورین شوان (به انگلیسی: Severin Schwan) (زاده ۱۷ نوامبر ۱۹۶۷) کارآفرین، اقتصاددان و مدیر ارشد اجرایی اتریشی است، که اکنون به‌عنوان مدیر عامل اجرایی شرکت دارویی هوفمان-لا روش فعالیت می‌نماید.